# Pawieł Kumykin
Pawieł Nikołajewicz Kumykin (ros. Павел Николаевич Кумыкин; ur. 12 marca 1901 w Sierpiejsku w guberni kałuskiej, zm. 30 czerwca 1976 w Moskwie) – radziecki polityk, minister handlu zagranicznego ZSRR (1951–1953).

## Życiorys
Od 1919 członek RKP(b), w 1924 zdegradowany do kandydata na członka RKP(b), 1927 przywrócono mu prawa członka partii. W latach 1920–1923 żołnierz Armii Czerwonej, 1923–1924 studiował na Uniwersytecie Moskiewskim, 1924–1925 pracownik aparatu Ludowego Komisariatu Handlu Zagranicznego ZSRR, 1925–1928 konsultant i pomocnik szefa Wydziału Walki z Kontrabandą Głównego Zarządu Ceł Ludowego Komisariatu Handlu Wewnętrznego i Zagranicznego ZSRR. 1928-1930 szef Wydziału Walki z Kontrabandą Głównego Zarządu Ceł Ludowego Komisariatu Handlu Wewnętrznego i Zagranicznego ZSRR, 1930 zastępca kierownika sekretariatu tego komisariatu, 1930-1931 zastępca kierownika sekretariatu Ludowego Komisariatu Zaopatrzenia ZSRR, później szef Sektora Zagranicznego Ludowego Komisariatu Zaopatrzenia ZSRR, 1934-1939 szef Sektora Zagranicznego Ludowego Komisariatu Przemysłu Spożywczego ZSRR. 1939-1943 szef Departamentu Wschodniego Ludowego Komisariatu Handlu Zagranicznego ZSRR, 1943-1949 szef Departamentu Umów Handlowych Ludowego Komisariatu/Ministerstwa Handlu Zagranicznego ZSRR, 1948-1949 zastępca ministra handlu zagranicznego ZSRR. Od 1949 I zastępca ministra, a od 6 listopada 1951 do 15 marca 1953 minister handlu zagranicznego ZSRR, od 14 października 1952 do 29 marca 1966 zastępca członka KC KPZR, od 18 października 1952 do 5 marca 1953 członek Stałej Komisji Spraw Zagranicznych przy Prezydium KC KPZR. Od marca do 24 sierpnia 1953 zastępca ministra handlu wewnętrznego i zagranicznego ZSRR, od 24 sierpnia 1953 do 1969 I zastępca ministra handlu zagranicznego ZSRR, następnie na emeryturze.
Odznaczony dwoma Orderami Lenina (m.in. 3 kwietnia 1951) i czterema Orderami Czerwonego Sztandaru Pracy.